# Dirofilaria repens
Dirofilaria repens (Railliet & Henry, 1911) je parazit patřící mezi filárie, jež se vyskytuje v podkoží psů, případně volně žijících psovitých šelem v Evropě, Asii a Africe. Parazit je nitkovitého tvaru těla, odděleného pohlaví a přenáší se komáry. Nakažený komár může přenést D. repens na člověka. U infikovaných pacientů se filárie lokalizuje v podkoží na hlavě a krku a především v oblasti kolem očí, může se vyskytovat přímo ve spojivkovém vaku či pod víčky. Endemický areál výskytu D. repens se v posledních dekádách rozšířil z jižních částí Evropy do severněji položených zemí. V ČR byl výskyt potvrzen u psů na Jižní Moravě. Výskyt byl rovněž potvrzen metodou PCR u komárů druhu Aedes vexans v oblasti Podyjí u Břeclavi a na soutoku Dyje a Moravy. V letech 2010-2020 bylo popsáno celkem 6 případů dirofilariózy u lidí v ČR, z toho 4 osoby se prokazatelně nakazily v oblasti jižní Moravy.

## Biologie a vývojový cyklus
Dospělí jedinci D. repens jsou nitkovitého tvaru těla s kutikulou bělavé barvy a charakteristickým podélným rýhováním na povrchu kutikuly. Dospělé samice dosahují 100–170 mm na délku a 4,6–6,5 mm na řezu, samci jsou vždy menší mezi 48–70 mm na délku a 3,7–4,5 mm a příčném řezu. Lokalizují se v podkoží, případně kosterní svalovině u psů a psovitých šelem. Samice jsou viviparní, tzn. kladou již vyvinuté larvy, jež odcházejí do krevního oběhu hostitele. Larvy se označují jako mikrofilarie. Mikrofilarie se dostanou z těla infikovaného psa do komára při sání krve. Mikrofilarie v těle komára prodělává další vývoj, hned po nasátí opouští střevo komára a migruje do Malphigických žláz, kde se dvakrát svléká a vzniká tak finální infekční larva L3. Larvy L3 následně migrují do ústně-sacího ústrojí, kde při sání pronikají do krve svého savčího hostitele. V těle psa jsou larvy D. repens zaneseny do podkoží a svaloviny, kde se usazují a postupně dospívají. Dospělé samice po kopulaci se samcem produkují celoživotně mikrofilarie. Samice D. repens žijí zpravidla 2-4 roky, maximálně 10 let v hostiteli. Prepatentní doba, tedy od bodnutí psa infikovaným komárem až do pohlavní dospělosti červů spojené s produkcí mikrofilarií, se pohybuje mezi 189–239 dny. Vývoj v komárovi trvá mezi 8–20 dny v závislosti na teplotě prostředí. Kompletní vývoj a přenos na psy byl prokázán u několika komárů rodu Anopheles, Culex a Aedes.

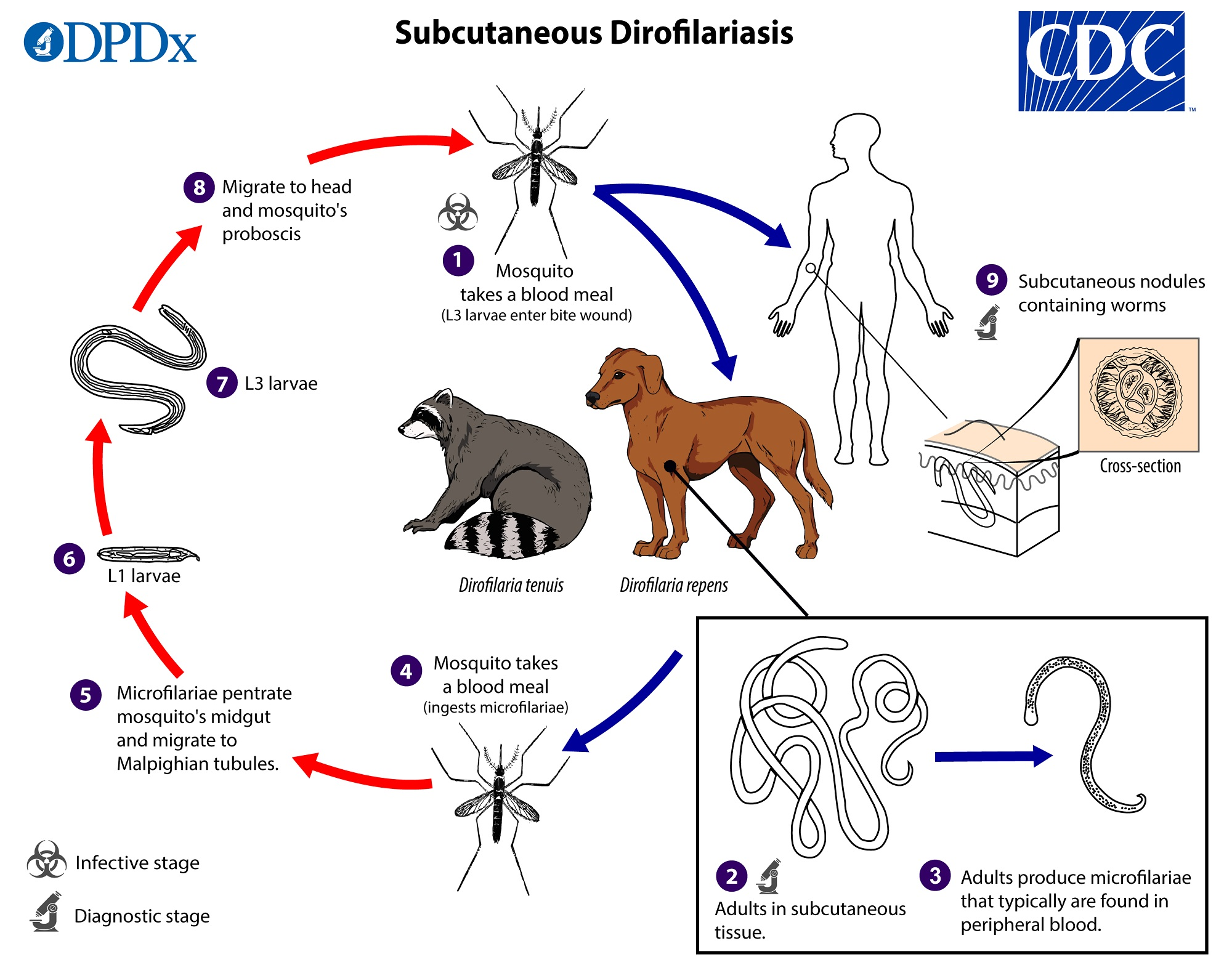
Vývojový cyklus D. repens a další příbuzných druhů způsobujících podkožní dirofilariózu.